# キャバ嬢だけどオタサーの姫です
『キャバ嬢だけど、オタサーの姫です！』（キャバじょうだけど オタサーのひめです）とは、山崎早紀によるエッセイ書籍。(1)の日常編と(2)の夏合宿編からなる。2016年5月にさきたんソフトより『Amazon Kindle』で電子書籍が発売され、2016年7月にゴマブックスより紙書籍が発売された。著者自身が「パソコンオタクの男子ばかりが集まるITサークル（通称オタサー）」で、「紅一点（通称オタサーの姫）」として大学生活を送った記録をマンガや挿絵や文章で紹介している。

## あらすじ
両親からの仕送りの無い苦学生「さき」は、夜はキャバクラ嬢としてアルバイトをしつつもパソコンへの興味を持っていた。
実際にサークル選びでは他大学のITサークルに足を運んでみるのだが、そこは全員が男だった。

## 登場人物
- さき - 今作の主人公。大学生活を送る傍らキャバクラ嬢として生計を立てている。性格はマイペースで押しが強い。
- オタク達 - ITサークルに所属するパソコンオタク達。プログラミングや電子工作を好む。作中では人間にもかかわらず、動物（リス、ネコ、ゾウ、ウサギなど）の姿で描かれている。「リア充な雰囲気からは程遠い」とされるが「ITに関する知識はずば抜けている」と姫から評される。

## 書籍
電子書籍（さきたんソフト）
- キャバ嬢だけど、オタサーの姫です！～パソコンサークルの紅一点～ 2016年5月12日 ASIN B01FMVBRL2

紙書籍（ゴマブックス）
- キャバ嬢だけど、オタサーの姫です！～パソコンサークルの紅一点～(1)日常編 2016年7月30日 ISBN 978-4777118397
- キャバ嬢だけど、オタサーの姫です！～パソコンサークルの紅一点～(2)夏合宿編 2016年7月30日 ISBN 978-4777118472

ゴマブックスは初版刊行後は『Amazon POD（プリント・オン・デマンド）ストア』より2016年8月29日から販売している。